# Coupe arabe des nations de football 1985
Navigation
Irak 1966 Jordanie 1988
La Coupe arabe des nations de football 1985 est la 4e édition de la Coupe arabe des nations de football, une compétition organisée par l'Union des associations arabes de football (UAFA). Elle se déroule du 3 au 12 juillet 1985 à Taëf, en Arabie saoudite.
6 sélections nationales du monde arabe issues de deux confédérations, africaine (CAF) et asiatique (AFC), participent à cette compétition, qui est remportée par l'Irak, tenante du titre.

## Participants
| Équipe          | Confédération |
| --------------- | ------------- |
| Arabie saoudite | AFC           |
| Bahreïn         | AFC           |
| Irak            | AFC           |
| Jordanie        | AFC           |
| Mauritanie      | CAF           |
| Qatar           | AFC           |

## Déroulement du tournoi

### Phase de groupes
Les 6 équipes engagées sont réparties dans deux groupes de trois équipes. Les vainqueurs de chaque groupe se qualifient pour les demi-finales.
Le format du premier tour est celui d'un tournoi toutes rondes simple. Chaque équipe joue un match contre toutes les autres équipes du même groupe.
- Victoire : 2 points ;
- Match nul : 1 point ;
- Défaite : 0 point.

Légende
- Équipe qualifiée
- Équipe éliminée

#### Groupe 1
| Rang | Équipe          | Pts | J | G | N | P | Bp | Bc | Diff |
| ---- | --------------- | --- | - | - | - | - | -- | -- | ---- |
| 1    | Arabie saoudite | 4   | 2 | 2 | 0 | 0 | 5  | 0  | +5   |
| 2    | Qatar           | 2   | 2 | 1 | 0 | 1 | 2  | 1  | +1   |
| 3    | Jordanie        | 0   | 2 | 0 | 0 | 2 | 0  | 6  | -6   |

| 3 juillet 1985 | Arabie saoudite                                                                          | 4 – 0 | Jordanie | Taëf |  |
| 16h (gmt )     | Salah Al-Nouaima 45 e , Jamal Mohamed 48 e , Fahd Al-M'ssibih 52 e , Ahmed Al-Bishi 90 e | (1-0) |          |      |  |
| 16h (gmt )     | Al-Watan Al-Riyadhi N° 79 du mois aout 1985 pages 20 et 21 .                             |       |          |      |  |

| 5 juillet 1985 | Qatar                                      | 2 – 0 | Jordanie | Taëf |  |
| 16h gmt        | Ibrahim Khalfan 32 e , Mansour Meftah 64 e | (1-0) |          |      |  |

| 7 juillet 1985 | Arabie saoudite    | 1 – 0 | Qatar | Taëf |  |
| 16h gmt        | Jamel Mohamed 61 e | (0-0) |       |      |  |

#### Groupe 2
| Rang | Équipe     | Pts | J | G | N | P | Bp | Bc | Diff |
| ---- | ---------- | --- | - | - | - | - | -- | -- | ---- |
| 1    | Bahreïn    | 3   | 2 | 1 | 1 | 0 | 3  | 1  | +2   |
| 2    | Irak       | 3   | 2 | 1 | 1 | 0 | 3  | 1  | +2   |
| 3    | Mauritanie | 0   | 2 | 0 | 0 | 2 | 0  | 4  | -4   |

| 4 juillet 1985 | Bahreïn         | 1 – 1 | Irak          | Taëf |  |
| 16h gmt        | Khamis Eid 78 e | (0-1) | Inad Eid 42 e |      |  |

| 6 juillet 1985 | Bahreïn                    | 2 – 0 | Mauritanie | Taëf |  |
| 16h gmt        | Walid Shouitar 14 e , 75 e |       |            |      |  |

| 8 juillet 1985 | Irak                                | 2 – 0 | Mauritanie | Taëf |  |
| 16h gmt        | Shaker Mahmoud 42 e , Inad Eid 60 e | (1-0) |            |      |  |

### Demi-finales
| 10 juillet 1985 | Irak                          | 3 – 2 | Arabie saoudite                                    | Taëf |  |
| 16h gmt         | Inad Eid ? , ? Hamid Rashid ? | (3-0) | Salah Al- Nouaima ? ( pen ) , Mohamed Abdeljawed ? |      |  |

| 10 juillet 1985 | Bahreïn             | 1 – 1 ap | Qatar              | Taëf |  |
| 18h             | Ibrahim Hardan 65 ? | (0-1)    | Mansour Meftah 44e |      |  |
| 18h             | Tirs au but 4 – 2   |          |                    |      |  |

### Match pour la troisième place
| 12 juillet 1985 | Arabie saoudite                                          | 0 – 0 ap          | Qatar                                      | Taëf |  |
| 15 H ( GMT )    |                                                          | (0-0)             |                                            |      |  |
| 15 H ( GMT )    | Abd Al-Jawad · Al-Bishi (en) · Al-Doussari · Khamis (en) | Tirs au but 3 – 1 | Al-Adassani · Andar · Khalfan (en) · Zayed |      |  |

### Finale
| Finale                       | Irak                                                            | 1 – 0 | Bahreïn | Taëf                  |                       |
| 12 juillet 1985 17 H ( GMT ) | Aid 21e                                                         | (1-0) | Hardan  | Spectateurs : moyenne | Spectateurs : moyenne |
| 12 juillet 1985 17 H ( GMT ) | Al-Watan Al -Riyadhi N° 79 du mois d'aout 1985 pages 22 et 23 . |       |         | Spectateurs : moyenne | Spectateurs : moyenne |

## Récompenses
L'Irakien Enad Aid est le meilleur buteur de la compétition avec cinq buts. Le Saoudien Mohamed Abd Al-Jawad est nommé meilleur joueur de la compétition. - l'équipe de la jordanie à remporté la coupe du fair play ....* mohamed salah meilleur gardien de but ....* salah al-nouaima coupe du premier but en tournoi .

## Buteurs
1er- Inad Eid (Irak) 5 buts . 2e- Walid Shouitar (Bahrein) 3 buts . 3e- Salah Al-Nouaima (Arabie Saudites) 2 buts ...ex 